# Собрание скульптуры
Собрание скульптуры (нем. Skulpturensammlung) в Дрездене является коллекцией произведений изобразительного искусства из пяти тысячелетий. Собрание античной скульптуры считается самым значительным за пределами Италии. Музей входит в состав Государственных художественных собраний Дрездена. С 1894 года находится в Альбертинуме.

## Коллекция
В музее хранятся скульптуры эпох античности, ренессанса, барокко, экспрессионизма и современности. Среди них — работы Поликлета, Джованни Джамболоньи, Бальтазара Пермозера («Хронос»), Эдгара Дега («Четырнадцатилетняя танцовщица»), Огюста Родена («Мыслитель», «Человек со сломанным носом», «Пьер де Вьессан»), Макса Клингера («Новая Саломея», «Спящая») Вильгельма Лембрука, Германа Глекнера, Эмиля Чимиотти.
Частью коллекции являются копии античных скульптур, принадлежавших дрезденскому придворному художнику Антону Рафаэлю Менгсу. В будущем планируется перемещение античной коллекции в Земпербау при Цвингере (Semperbau), что являлось в своё время задумкой архитектора Готфрида Земпера. Сегодня избранные экспонаты можно увидеть в публичном хранилище Альбертинума.

## История
История Собрания скульптуры связана с дрезденской кунсткамерой, основанной ещё в 1560 году. Отдельная «коллекция античной и современной скульптуры» была создана во времена правления Августа Сильного (1670—1733). Следующий период расцвета наступил в 1882 году под руководством археолога Георга Трея (1843—1921). Здание бывшего цейхгауза на Террасе Брюля (сегодня: Альбертинум) было реконструировано, после чего в 1889 году сюда переместилась античная коллекция. Трей продолжил традицию противопоставления искусства античности и современности. Впервые для немецкого музея были приобретены работы Огюста Родена, а также Макса Клингера и Константина Менье. Расширяясь за счёт произведений современности, дрезденское собрание завоевало славу одного из лучших музеев скульптуры. Альбертинум Трея послужил образцом для Музея изящных искусств в Москве (сегодня Государственный музей изобразительных искусств имени А. С. Пушкина). Переписка между его основателем Иваном Цветаевым и Георгом Треем длилась более 20 лет. «Я буду счастлив, если нам удастся устроить в Москве ein kleines Albertinum» (нем. «маленький Альбертинум») — писал Цветаев в 1895 году.
Как и многие другие музеи Германии, Собрание скульптуры понесло потери в рамках акции «Дегенеративное искусство». Среди конфискованных работ находились скульптуры Эрнста Барлаха, Людвига Годеншвега, Бернхарда Гётгера, Ойгена Хоффманна и Эрнесто де Фиори.
Несмотря на то, что здание Альбертинума было частично разрушено в феврале 1945 года, коллекции музея почти не пострадали, за исключением больших гипсовых скульптур. Собрание было практически полностью вывезено в Советский Союз и возвращено в 1958 году.